# 師岡正雄
師岡 正雄（もろおか まさお、1960年2月15日 - ）は、
フリーアナウンサー、元九州朝日放送、ニッポン放送のアナウンサー。

## 来歴
東京都世田谷区出身。明治学院大学付属高校卒業、高校時代はサッカー部に所属していた。明治学院大学進学以後も、特段運動系サークルに所属していたが、大学3年迄アナウンサーになることを考えていなかった。
大学3年次のアルバイトで文化放送で働いていた際、泊まり番の師岡より2、3年上の男性アナウンサーからキャラクターのノリの良さと発声を褒められ、アナウンサーを勧められたことで、アナウンサーの仕事を志すことを決め、就職活動を開始。
しかし、就職活動開始が遅れたことで、大学4年次からアナウンススクールを通い始めたため、キー局の就職試験を受ける事が出来ず、バイト先の文化放送も1983年度採用活動ではアナウンサーの求人を出して居なかったので、最後に採用試験に受験出来た九州朝日放送を受験し、1983年3月、同大卒業後の4月に入社。
アナウンス部に配属され、2か月の研修の後、同年6月にラジオの天気予報で初鳴きし、その後は定時ニュースの読み上げ、テレビのキー局であるテレビ朝日への原稿送りを担当。その後、平和台球場でのプロ野球地方開催試合の実況や若年層向けのラジオ番組のパーソナリティを担当。
1988年の南海電鉄のホークス身売り、福岡への本拠地移転に伴い、同社組織変更で誕生したスポーツ部への異動を申し出たが叶わず、以後業務をこなして来たが、高校時代の親友の突然の逝去で遠方の葬式に参列出来なかったことで、社会人から居住していた福岡県に居住することに心が折れ、地元である東京へ戻ることを決意し、当時、スポーツ雑誌に掲載されていた、ニッポン放送の中途募集広告を目にし、中途募集受験。採用結果が出る前に、1993年1月に九州朝日放送を退職。
中途募集試験に合格し、同年3月1日付でニッポン放送に移籍。入社1ヶ月後の同年4月、当時のスポーツ部長に呼び出され、同年5月15日に開幕する当時、ラジオ独占中継権を獲得したJリーグの中継の実況の担当に指名される。以後、『ニッポン放送ショウアップナイター』と並行して『Jリーグ RADIO』の実況を担当。同年5月15日にJリーグ開幕戦である、ヴェルディ川崎×横浜マリノスのラジオ実況中継を担当した。
また、サッカー日本代表の試合の実況中継も担当。1993年に開催された、FIFAワールドカップ アメリカ大会のアメリカ ワールドカップ アジア予選で一次、最終予選のラジオ実況中継を主に担当。同年10月28日の日本対イラク戦の「ドーハの悲劇」の瞬間、1997年に開催されたFIFAワールドカップ フランス大会のワールドカップ フランス大会 アジア予選の最終予選全試合の実況を担当し、「ジョホールバルの歓喜」といわれるアジア第3代表決定戦である、日本対イラン戦のラジオ中継を担当した。
フランスワールドカップ終了を機に、『サッカー代表戦」及び『Jリーグ RADIO』のメイン実況から、『ショウアップナイター』メインの仕事にシフト。また、同局がラジオ独占中継権を手にして開始した、MLB中継で、1996年は当時：ロサンゼルス・ドジャースに移籍しMLBデビューした、野茂英雄、2003年、ニューヨーク・ヤンキースに移籍した松井秀喜のメジャーパーソナリティとして長期取材するため、アメリカ合衆国に長期滞在した。
その後、同局スポーツ部副部長まで昇進したが、57歳の時点で早期退職優遇制度を利用し、2018年1月31日付でニッポン放送を退職。フリーアナウンサーとして、同局と契約アナウンサーとして継続して番組出演を続けている。また、同じ早期退職制度を利用して退職した、松本秀夫が立ち上げた劇団チェンジアップ主催のコント芝居にも出演している。

## 人物
- 東京出身の師岡は九州朝日放送から内定を得る事が出来たが、修学旅行で行った京都より以西は未踏の地だった。そのため、入社前から当時の上司から送られて来た福岡についての書籍を読んで知識を得る様にしていた[14]
- 『PAO〜N ぼくらラジオ異星人』担当時は、バカバカしい事を一生懸命取組み、特にラジオでアポなし中継をゲリラ的に実行して行き[15]、結果聴取率で後塵を拝していた競合他局のRKBラジオの夜ワイド番組である『スマッシュ!!11』を終了に追いやった経験がある[16][17]
- 前述の九州朝日放送時代にスポーツ部への異動願いを申し出たが却下された、以後もスポーツ実況を担当する事は出来た。しかし、当時：花形であった福岡ダイエーホークスと福岡から移転し、西鉄ライオンズの流れを汲む西武ライオンズ戦や全国高等学校野球選手権福岡大会の準決勝、決勝カードの実況を担当する事が出来なかったので、聊か不満を持っていた[18]
- 前述のジョホールバルの歓喜を実況していたため、Vゴールを決めた当時：浦和レッドダイヤモンズに所属していた岡野雅行と取材を通して懇意だったため、浦和駅西口前の浦和コルソの最上階バルコニーで催されたVゴール凱旋イベントの司会も担当した[9]
- 2000年シドニーオリンピック時のジャパンコンソーシアムで中継派遣され、閉会式の中継を担当した際、放送に載せる時間尺を超えてもディレクターからのOKが出ずに、集中力を切らした師岡は「原住民のアボリジニの皆さんが、上半身丸ハダカで入場してきました」と表現しようとしたが、言い間違えて「アボリジニの方々が下半身丸ハダカで出てきました」と発言してしまい、解説の谷口浩美からツッコまれ、その音源がNHKでも流れてしまった経験がある[19][9]
- 2007年12月21日放送分の『松本ひでおのショウアップナイターネクスト』の金曜パーソナリティだった、仁志敏久がKICK THE CAN CREWの「クリスマス・イブRap」楽曲リクエストをした際、隣のスタジオにいた師岡がグループ名を「きくざわかんくろう」聞き間違えてスタジオに乱入し、俺でも出来ると豪語して以降、そのまま自身のキャラの1つとなり、ナイターオフ番組の企画としてラップで韻を踏む様になった[20][21]。
- 過去、松井秀喜の取材でアメリカ合衆国と日本を往復して来たが、2009年シーズンからニッポン放送がリーマン・ショックから端を発した、世界的同時不況要因の制作費削減に伴い、MLB中継が無くなったが、『松井秀喜 ワールドチャンピオンへの道』の収録で渡米する際、出発日がワールドシリーズ 第6戦の試合中で、現地到着後、ヤンキースのワールドチャンピオンが決定し、松井に直接お祝い連絡をした際、「なに、今着いたの!?優勝したシーン見ていないの?タイミング悪いなぁ～、いま来てもしょうがないじゃん。」と笑われてしまった[9]
- ニッポン放送社員として最後に番組出演した『今夜もオトパラ!』では、放送中に自身の退職のニュースを聞き付けた会社に残っていたスタッフやアナウンサーが生放送中のスタジオ中に乱入し、胴上げが行われた[22][23]。その様子は番組放送中、松本が番組内で実況した

## 出演番組

### 現在

#### ラジオ
- ニッポン放送ショウアップナイター※実況担当
- Jリーグ RADIO※ピッチサイド、他会場中継リポーター - 1993年5月15日 -

#### テレビ
- プロ野球ニュース（フジテレビONE）※試合結果報告担当 - 2018年度 -
- TVSヒットナイター（テレ玉）※試合中継（カラ出張扱い） - 2018年 -
- パ・リーグ応援宣言!ホークス中継（TOKYO MX）※実況 - 2020年 -

### 過去

#### ラジオ
九州朝日放送時代
- PAO〜N ぼくらラジオ異星人※パーソナリティ（水、木、金曜）  - 1983年6月1日 - 1986年3月
- KBCジャンボナイター※実況担当
- KBCラジオ・チャリティー・ミュージックソン
- 福岡国際マラソン中継

ニッポン放送時代
- 独占!Jリーグエクスプレス（パーソナリティ）
- ショウアップナイタープレイボール（パーソナリティ）土、日曜 - 2009年
- もろおか正雄のヨッ!お疲れさん（パーソナリティ） - 1998年10月 - 1999年3月
- ショウアップナイターニュース（パーソナリティ） - 2002年10月 - 2003年3月
- ショウアップナイターストライク!（パーソナリティ） - 2003年10月 - 2004年3月
- 榊原郁恵のおしゃべりパーク 歌うリクエスト（アシスタント） - 2006年10月7日 - 2007年3月31日
- 師岡正雄のショウアップナイター編集部!（パーソナリティ） - 2007年10月6日 - 2008年3月29日
- 松井秀喜 ワールドチャンピオンへの道（パーソナリティ） - 2003年
  - 松井秀喜新たなる頂点へ（インタビュアー） - 2010年
- ショウアップスポーツ※月曜 - 2012年度、火、木曜 - 2013年度
- 片岡篤史 激アツ!プロ野球（アシスタント）2013年10月5日 - 2014年9月22日
- 師岡正雄 サタデーショウアップスポーツ（パーソナリティ） - 2014年10月4日 - 2015年3月28日
- ニッポンチャレンジドアスリート（パーソナリティ） - 2014年10月4日 - 2019年3月29日
- ニッポン放送新春スペシャル スポーツイヤー START UP 2020（パーソナリティ） - 2020年1月1日
- ザ・フォーカス〜フライデースペシャル※「師岡正雄 終着駅への誘い 令和編」 - 2019年10月4日 - 2020年3月20日[24]
- フジサンケイクラシックダイジェスト（パーソナリティ） - 2020年9月4、6日
- スポーツニュース担当
  - ショウアップナイターバッテリー※飯田浩司 病欠時、松本秀夫休暇時の代打 - 2009年12月4、31日
  - 飯田浩司の「声だしていこー。」
  - 松本ひでお 情報発見 ココだけ※松本秀夫休暇時の代打、「師岡正雄 終着駅への誘い」  - 2013年3月20、21日
  - 今夜もオトパラ!

#### テレビ
- パワーアップナイター、プロ野球中継※テレビ朝日関東ローカル中継のベンチリポーター等
- サンテレビボックス席（サンテレビ）※福岡ダイエーホークス主催試合のKBC発裏送り

#### CM
- 明治座
- ベラジョン無料版（ラジオCM、里崎智也と共演）

#### その他
- Jリーグスーパーサッカー'95 実況スタジアム（実況）